# Combat de Trédion
Chouannerie
La combat de Trédion se déroula lors de la chouannerie.

## Le combat
Malgré leur déroute à Saint-Jean-Brévelay, les chouans commandés par Boulainvilliers se rallient rapidement, ils gagnent le village de Cadoudal, en Plumelec, dont ils coupent l’arbre de la liberté, puis ils se rendent aux bois du château de Trédion. Mais au même moment un détachement républicain commandé par Roget, chef d’état-major de la 3e division gagne le bourg d’Elven. Cette troupe, envoyée en Ille-et-Vilaine par le général Simon Canuel, afin d’y renforcer le général Danican, regagne le Morbihan après avoir dispersé les chouans de Puisaye à Montfort-sur-Meu. Le 1er fructidor, ou 18 août, la colonne est à Elven, mais Roget, suspectant la présence de rebelles dans les bois ordonne des patrouilles, il est bientôt informé, par deux habitants, de la présence des chouans et marche aussitôt avec toutes ses forces sur le bois de Trédion. Là encore, la plupart des chouans prennent aussitôt la fuite, plusieurs autres sont tués dont les capitaines Gambert et Bertho.

## Conséquences
Dans les jours qui suivent, les Républicains fouillent la forêt d’Elven et les environs mais le pays semble calme, ils ne capturent que deux suspects.
Cette nouvelle tentative des chouans de provoquer un soulèvement général dans le Morbihan échoue à nouveau. Cette déroute décide Puisaye à retirer à Boulainvilliers le commandement du Morbihan qui est remis à Sébastien de La Haye de Silz.
Boulainvilliers s’enfuit alors, emportant avec lui les 50 000 francs donnés par Puisaye. Il poursuit la lutte dans les environs de Ménéac mais regagne Saint-Jean-Brévelay en janvier afin de revoir sa maîtresse, Mme de Forsanz. Mais les chouans du Morbihan ne lui pardonnent pas sa désertion, ni le vol de la caisse et le soupçonnent de connivence avec les républicains. Sur ordre de Pierre Guillemot, Boulainvilliers est arrêté, par Le Thieis ou par le capitaine Le Labourier, au village de Kernicol et conduit au village de Kerhervy où il est fusillé le 17 janvier 1795.
Au début du XXe siècle, le folkloriste François Cadic rapporte que « Les bonnes gens du pays prétendent que la nuit, sur le tard, on voit encore s’illuminer les fenêtres du vieux manoir de Kernicol et que l’on entend passer la chevauchée des dames de Forsanz et de leurs galants. C’est sans doute la continuation de la joyeuse fête où Boulainvilliers tenait sa part. »